# 奥兰娜特·D·卡芭蕾斯
奥兰娜特·D·卡芭蕾斯（1994年9月6日—），昵称Richie，泰國女演員兼羽毛球選手，畢業于朱拉隆功大学。2013年在Kittikorn Liasirikun導演的電影《日落湄南河》中飾演女主角Angsumalin。2020年在泰國電視劇《影子恋人》中的前半段飾演女主角以及其雙胞胎哥哥。
卡芭蕾斯在1994年9月6日在泰國清邁出生，父親有泰國、菲律賓、瑞士，英國及西班牙血統，而母親為華裔泰國人。
卡芭蕾斯在5歲開始接受羽球訓練，曾獲得2017年萨瓦迪卡杯20-24岁组女双金牌，2019年萨瓦迪卡杯25-29岁组女单银牌，25-29岁组女双银牌。